# Makeba (bài hát)
Makeba là bài hát do ca sĩ kiêm nhạc sĩ người Pháp, Jain thể hiện và ra mắt vào ngày 6 tháng 11 năm 2015 từ album phòng thu đầu tay của cô, Zanaka (2015). Do cô tự viết lời, bài hát đã được sản xuất bởi cộng tác viên lâu năm, Maxim Nucci. Phần điệp khúc của bài hát sử dụng mẫu âm thanh từ ca khúc năm 1978, "Me and the Gang" của nghệ sĩ chơi nhạc cụ gõ, nhạc sĩ, người dàn dựng và nhà sản xuất thu âm người Mỹ, Hamilton Bohannon. Bài hát đạt được vị trí thứ 7 - vị trí cao nhất trên bảng xếp hạng French Singles Chart.
Bài hát này để tưởng niệm thần tượng của cô là Miriam Makeba, hay còn được gọi là "Mama Africa", một ca sĩ, diễn viên, đại sứ thiện chí cho Liên Hợp Quốc và nhà hoạt động nhân quyền người Nam Phi.
Tháng 6 năm 2023, "Makeba" đã nhận được sự nổi tiếng trở lại do tính lan truyền mà nó đạt được trên nền tảng mạng xã hội TikTok. Bài hát đã được sử dụng trong các quảng cáo của Marshalls và Levi's.
Chương trình truyền hình thực tế của Úc, I'm a Celebrity...Get Me Out of Here! sử dụng bài hát cho phần hình hiệu. Kể từ năm 2019 & 2021, nó cũng được sử dụng làm chủ đề giới thiệu cho phạm vi phủ sóng Giải bóng đá Ngoại hạng Anh của Amazon Prime Video's tại Vương quốc Anh và Ligue 1 ở Pháp.

## Video âm nhạc
Video âm nhạc dài 3 phút 43 giây cho bài hát "Makeba" được ra mắt vào tháng 11 năm 2015, trên kênh YouTube chính thức của Jain. Video mở đầu bằng khung cuối cùng của bài hát "Come" cũng từ album Zanaka, khi cô vò nát khung hình từ máy ảnh như thể nó là một tờ giấy và đi về phía bên phải màn hình. Khi Jain xoay các nút trên sàn âm thanh, các cột điện trên đường dựng lên hoặc hạ xuống, và các tòa nhà mọc lên và hạ xuống.
Video âm nhạc được quay ở Nam Phi, đã được đề cử cho Giải Grammy.

## Xếp hạng
| Xếp hạng (2015–2017)      | Vị trí cao nhất |
| ------------------------- | --------------- |
| Bỉ (Ultratop 50 Wallonia) | 27              |
| Pháp (SNEP)               | 7               |
| Scotland (OCC)            | 74              |

| Xếp hạng (2023)                        | Vị trí cao nhất |
| -------------------------------------- | --------------- |
| Áo (Ö3 Austria Top 40)                 | 11              |
| Bulgaria (PROPHON)                     | 2               |
| Canada (Canadian Hot 100)              | 35              |
| Costa Rica (Monitor Latino)            | 13              |
| Cộng hòa Séc (Singles Digitál Top 100) | 15              |
| Đức (GfK)                              | 43              |
| Global 200 (Billboard)                 | 38              |
| Hy Lạp International (IFPI)            | 7               |
| Hungary (Rádiós Top 40)                | 36              |
| Hungary (Single Top 40)                | 2               |
| Hungary (Stream Top 40)                | 38              |
| Iceland (Plötutíðindi)                 | 25              |
| Ireland (IRMA)                         | 51              |
| Israel (Media Forest)                  | 8               |
| Ý (FIMI)                               | 50              |
| Latvia (LAIPA)                         | 1               |
| Latvia Airplay (LAIPA)                 | 5               |
| Liban (Lebanese Top 20)                | 6               |
| Litva (AGATA)                          | 6               |
| Hà Lan (Single Top 100)                | 80              |
| Ba Lan (Polish Streaming Top 100)      | 25              |
| Bồ Đào Nha (AFP)                       | 146             |
| Nga Airplay (Tophit)                   | 54              |
| Slovakia (Rádio Top 100)               | 59              |
| Slovakia (Singles Digitál Top 100)     | 8               |
| Thụy Điển (Sverigetopplistan)          | 68              |
| Thụy Sĩ (Schweizer Hitparade)          | 9               |
| Anh Quốc (OCC)                         | 52              |
| Hoa Kỳ Mainstream Top 40 (Billboard)   | 33              |

| Xếp hạng (2023)      | Vị trí cao nhất |
| -------------------- | --------------- |
| Nga Airplay (TopHit) | 99              |

| Xếp hạng (2016) | Vị trí |
| --------------- | ------ |
| Pháp (SNEP)     | 93     |

| Xếp hạng (2017) | Vị trí |
| --------------- | ------ |
| Pháp (SNEP)     | 161    |

## Chứng nhận
| Quốc gia                                                    | Chứng nhận | Số đơn vị/doanh số chứng nhận |
| ----------------------------------------------------------- | ---------- | ----------------------------- |
| Canada (Music Canada)                                       | Bạch kim   | 80.000‡                       |
| Pháp (SNEP)                                                 | Vàng       | 66.666‡                       |
| Ý (FIMI)                                                    | Vàng       | 25.000‡                       |
| Ba Lan (ZPAV)                                               | Vàng       | 25.000‡                       |
| ‡ Chứng nhận dựa theo doanh số tiêu thụ và phát trực tuyến. |            |                               |